# Desamortización de bienes eclesiásticos en México
La desamortización de los bienes eclesiásticos en México fue un proceso económico, social e histórico iniciado en la época de los Borbones, desde la Colonia, como reflejo del endeudamiento del rey Carlos III por las guerras y los problemas por el Real Patronato. Una de las reformas borbónicas fue precisamente la posibilidad de la autoridad de vender los bienes eclesiásticos a favor del erario público. En Yucatán desde el año de 1782, bajo el gobierno del obispo Piña, se verificó la desamortización de bienes eclesiásticos.

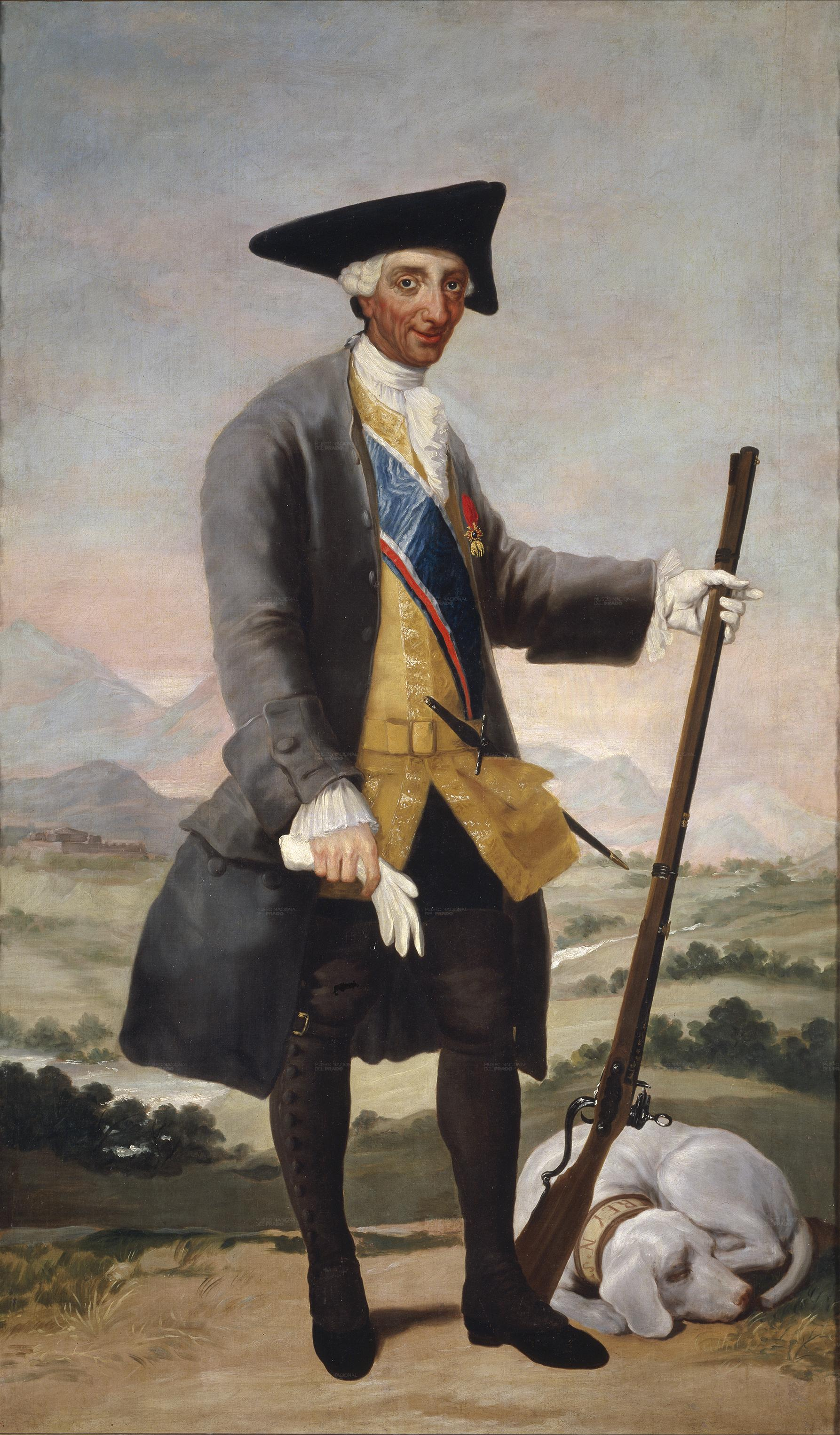
Carlos III inició el proceso de desamortización de los bienes del clero en España y su imperio. Retrato del monarca por Goya.

## Desamortización durante el Gobierno de Antonio López de Santa Anna y Valentín Gómez Farías
El 6 de diciembre de 1846 se instaló el Congreso constituyente designando como presidente a Antonio López de Santa Anna y como vicepresidente a Valentín Gómez Farías. Al tomar posesión Santa Anna pidió licencia para ponerse al frente de las tropas mexicanas que iban a combatir la invasión norteamericana para apoderarse de Texas, y por ello Gómez Farías asumió el poder Ejecutivo el 24 de diciembre de 1846.
La primera cuestión que debía resolver el Congreso era decidir la vuelta del federalismo y hacer frente a la invasión armada de Estados Unidos, por lo cual, se necesitaban soldados y oficiales para el ejército y se requerían recursos económicos. Así, se promulgó el 11 de enero de 1847 la ley mediante la cual se autorizó al gobierno a proporcionarse hasta quince millones de pesos mediante la hipoteca o venta de los bienes de manos muertas, refiriéndose solamente a bienes eclesiásticos que no se compraban, ni vendían, o sea eran manos muertas para el mercado, con el fin de seguir la guerra contra Estados Unidos.
Cuatro días después apareció el reglamento de la Ley de Desamortización, en dicho reglamento se establecían las autoridades que deberían llevar a cabo las medidas para la desamortización, un orden de anticipación respecto a que bienes se deberían de disponer. Dicha ley fue cancelada el 29 de marzo de 1847.

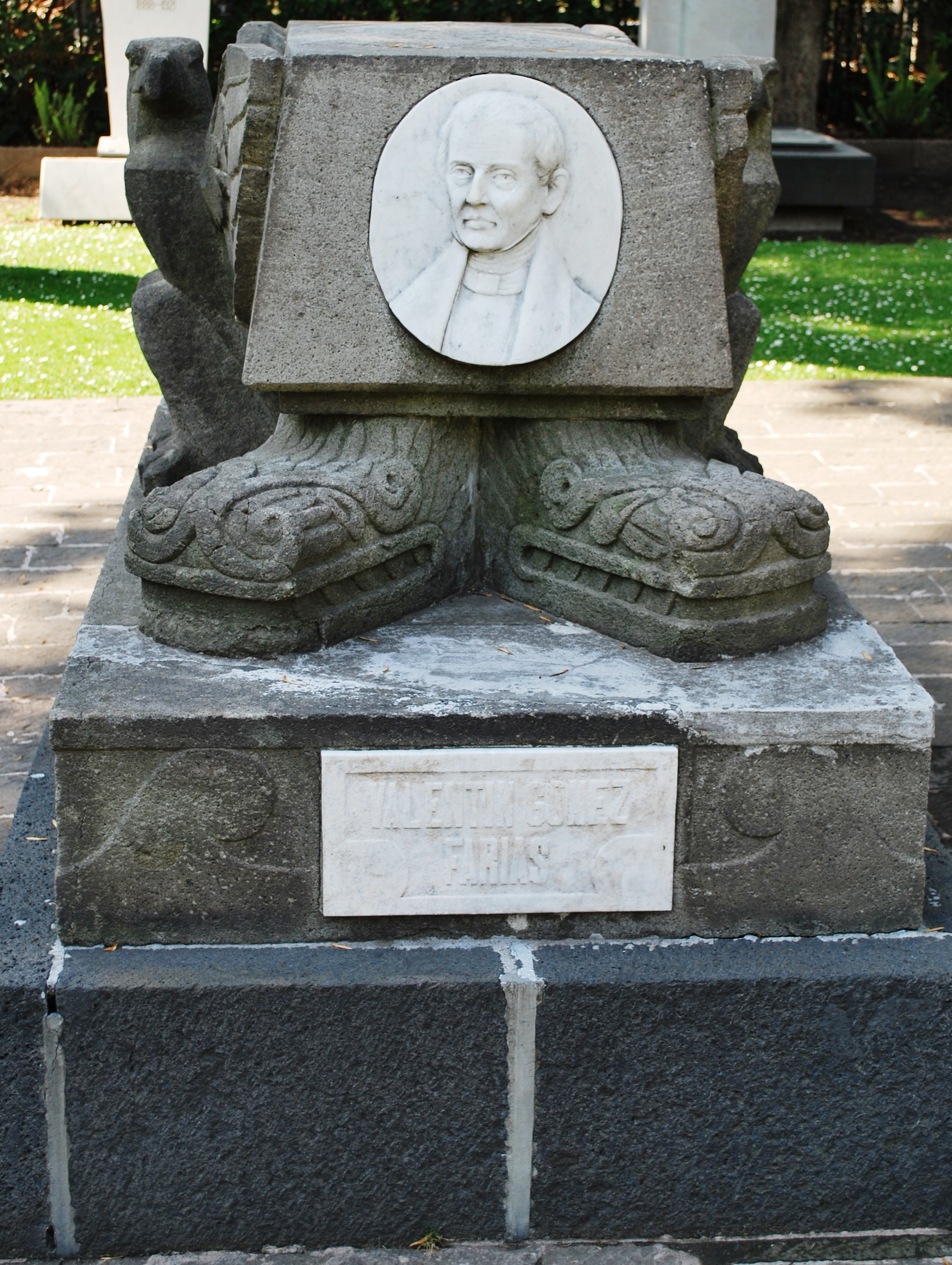
Valentín Gómez Farías fue partidario decidido de la desamortización de los bienes del clero. Sepulcro de Gómez Farías en la Rotonda de las Personas Ilustres (México).

## La legislación liberal sobre desamortización
El 4 de octubre de 1855 se constituyó el primer gobierno surgido de la revolución de Ayutla, el cual fue presidido por el general Juan Álvarez y se integró mayoritariamente por liberales “puros” o radicales, como Melchor Ocampo, Benito Juárez y Miguel Lerdo de Tejada, aunque también había algunos liberales moderados, como Ignacio Comonfort. En diciembre del mismo 1855 renunció Álvarez a la presidencia y fue sustituido por Comonfort.
El 25 de junio de 1856, Ignacio Comonfort, presidente sustituto de la república, expidió el Decreto sobre Desamortización de Fincas Rústicas y Urbanas de las Corporaciones Civiles y Eclesiásticas, también conocido como la Ley Lerdo. De igual forma expidió el Reglamento de la Ley de Desamortización el 30 de junio del mismo año. Estos documentos fueron la base de las acciones desamortizadoras que se realizaron de 1856 hasta el Porfiriato. 
La Ley tenía como objetivo reactivar la economía y las finanzas públicas del Estado. Buscaba que México se convirtiera en un país con sólo propiedad privada, individual, y se desapareciera la propiedad comunal, o sea la de las corporaciones, como entonces se les llamaba a las comunidades. Esto incluía tanto a todos los conventos y bienes que pertenecían a congregaciones religiosas, como a las poblaciones indígenas que tenían una propiedad corporativa de bienes y a los ayuntamientos de pueblos y ciudades, propietarios en iguales condiciones.
El origen ideológico de las disposiciones era (plenamente) liberal. El gobierno ante la gran cantidad de bienes inmuebles en poder de la Iglesia Católica, decide venderlas para obtener recursos. De acuerdo con los artículos de la ley, los arrendatarios de inmuebles desamortizados pueden comprarlos por un precio calculado de acuerdo con la renta que pagan, y los que no estuvieran arrendados, serían vendidos en una subasta pública. 
De la misma forma, se dispuso que los grupos religiosos no pudieran adquirir bienes raíces, a excepción de aquellos que fueran estrictamente necesarios para el culto. Esta ley formó parte de las llamadas leyes de Reforma que establecieron la separación Iglesia-Estado, la abolición de los fueros eclesiásticos y la secularización del registro de nacimientos, defunciones y matrimonios (dando origen al Registro Civil). La Ley es llamada Lerdo por el papel relevante que tuvo Miguel Lerdo de Tejada en su formulación, reglamentación, interpretación y ejecución. Esta ley tuvo como consecuencia que muchas de las fincas quedaran en manos de inversionistas nacionales y extranjeros y dieran origen a los latifundios o grandes extensiones de tierra de un solo propietario en años posteriores.

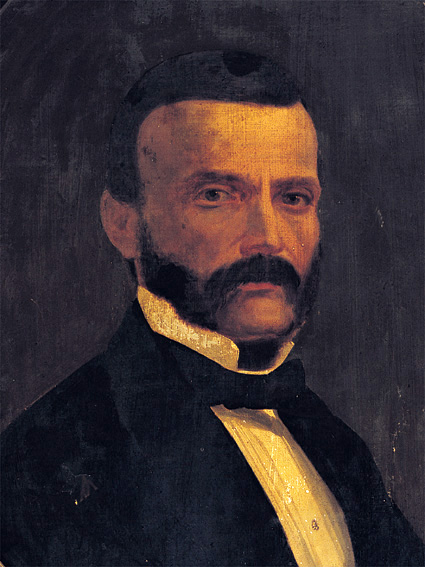
Miguel Lerdo de Tejada, autor de la llamada Ley Lerdo, que desamortizó los bienes del clero, de las comunidades indígenas y de los ayuntamientos.